# アンリ＝テオフィル・ブイヨン
アンリ＝テオフィル・ブイヨン（Henri-Théophile Bouillon、1864年4月21日 - 1934年）は、フランスの彫刻家である。

## 略歴
シャラント県のサン＝フロン(Saint-Front)で生まれた。パリ国立高等美術学校に入学し、アントナン・メルシエやポール・デュボアらに学んだ。1886年にサロン・ド・パリ（フランス芸術家協会展）に出展し、フランス芸術家協会に加入した。1891年に父親や風刺画家のJules Baricの胸像を出展し、1892年にフランス革命期の政治家、ジョゼフ・ギヨタンの胸像を出展し、国に買い上げられて、ヴェルサイユ宮殿の球戯場に設置されている。1895年に、詩人・小説家のアンリ・ミュルジェール(1822- 1861)の胸像を制作し、国に買い上げられ、リュクサンブール公園に設置された。
1897年5月に一般の美術愛好家にリーゾナブルな価格で美術品を販売する展示会、サロン・デ・サンにデッサンを展示した。1900年のパリ万国博覧会では銅メダルを受賞した。引退後は故郷に戻りそこで亡くなった。
ブイヨンの作品の多くは、没後、遺族からボルドー美術館に寄贈された。

## 作品

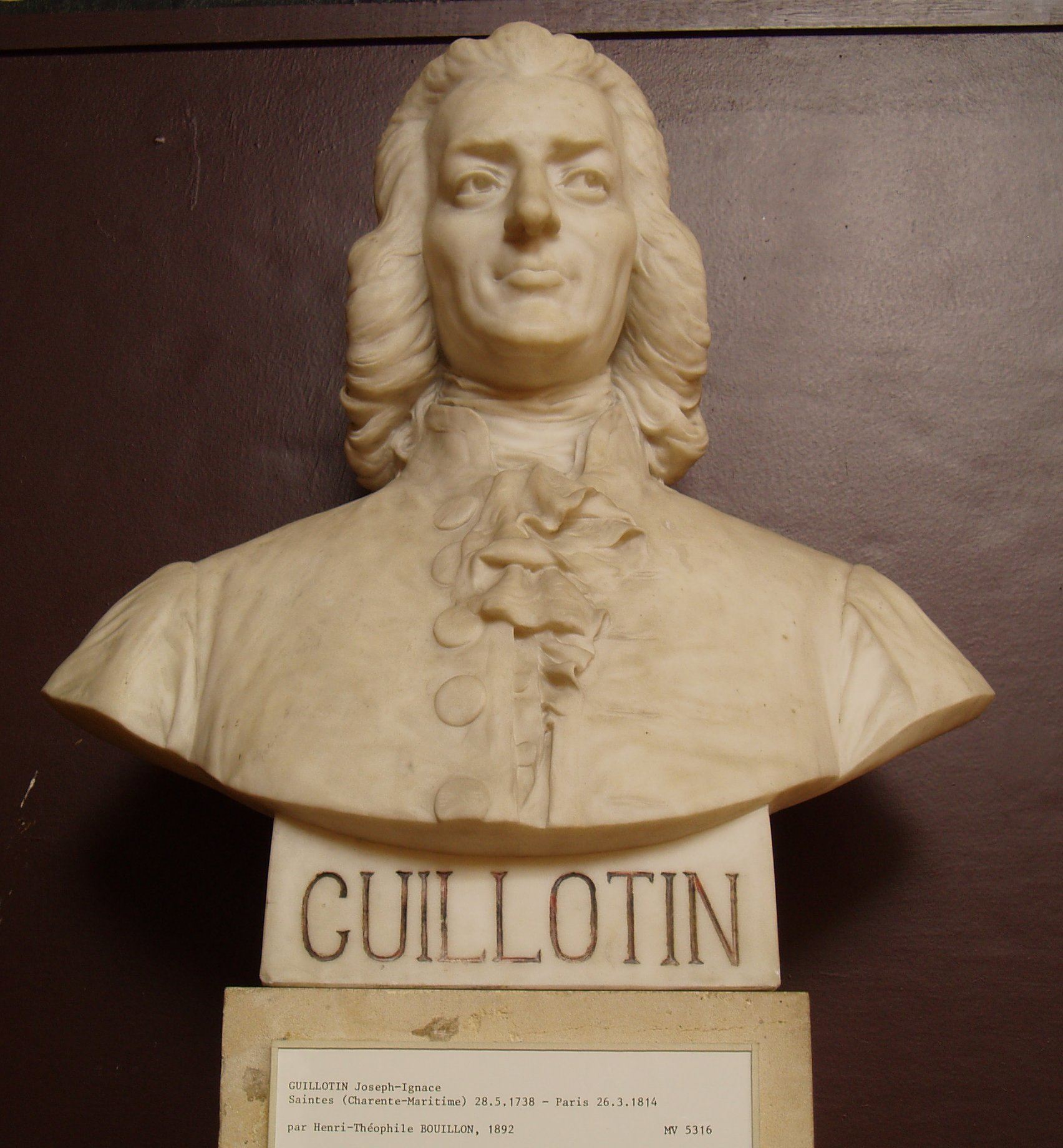
ジョゼフ・ギヨタンの像
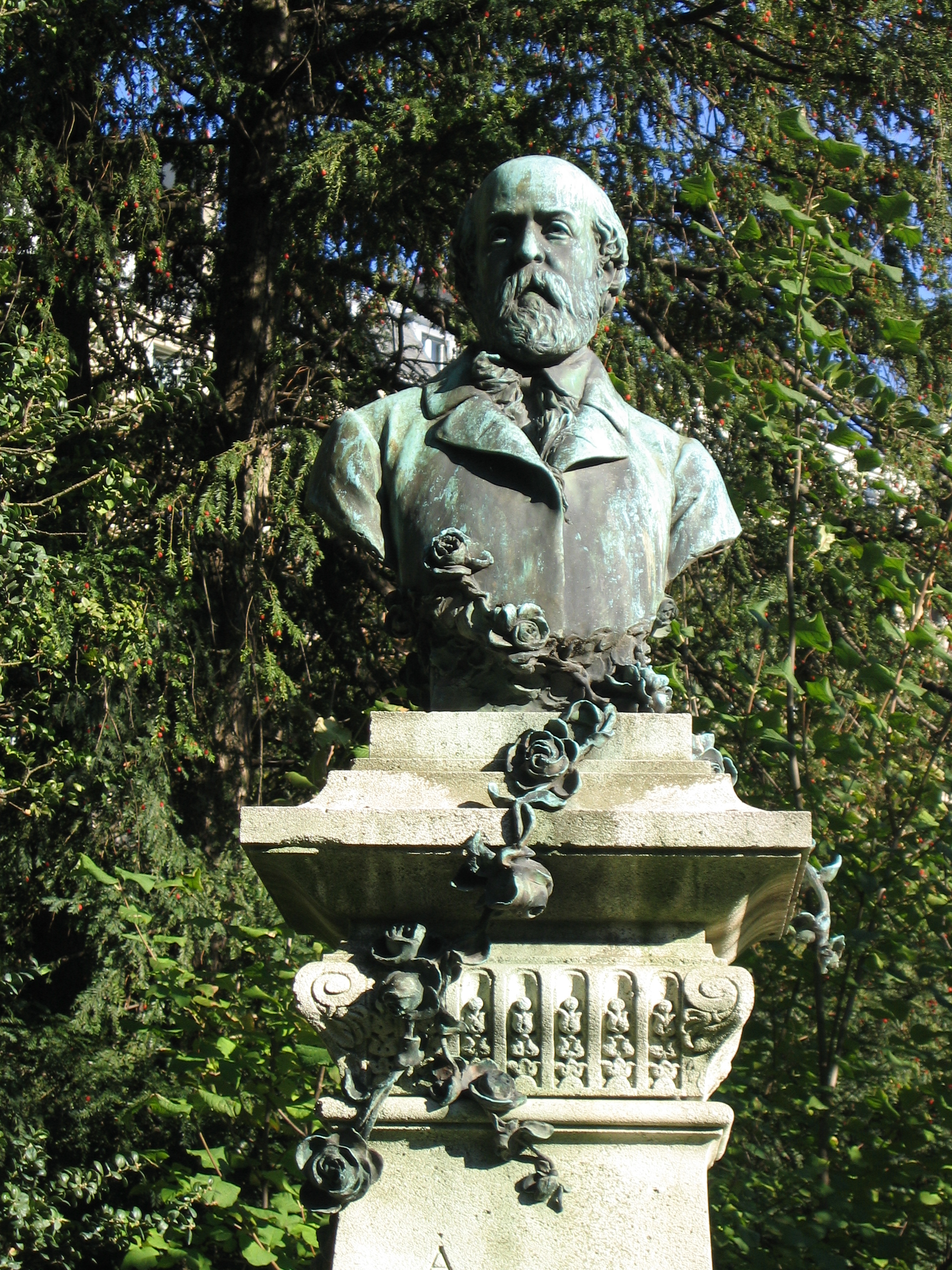
アンリ・ミュルジェールの胸像、リュクサンブール公園
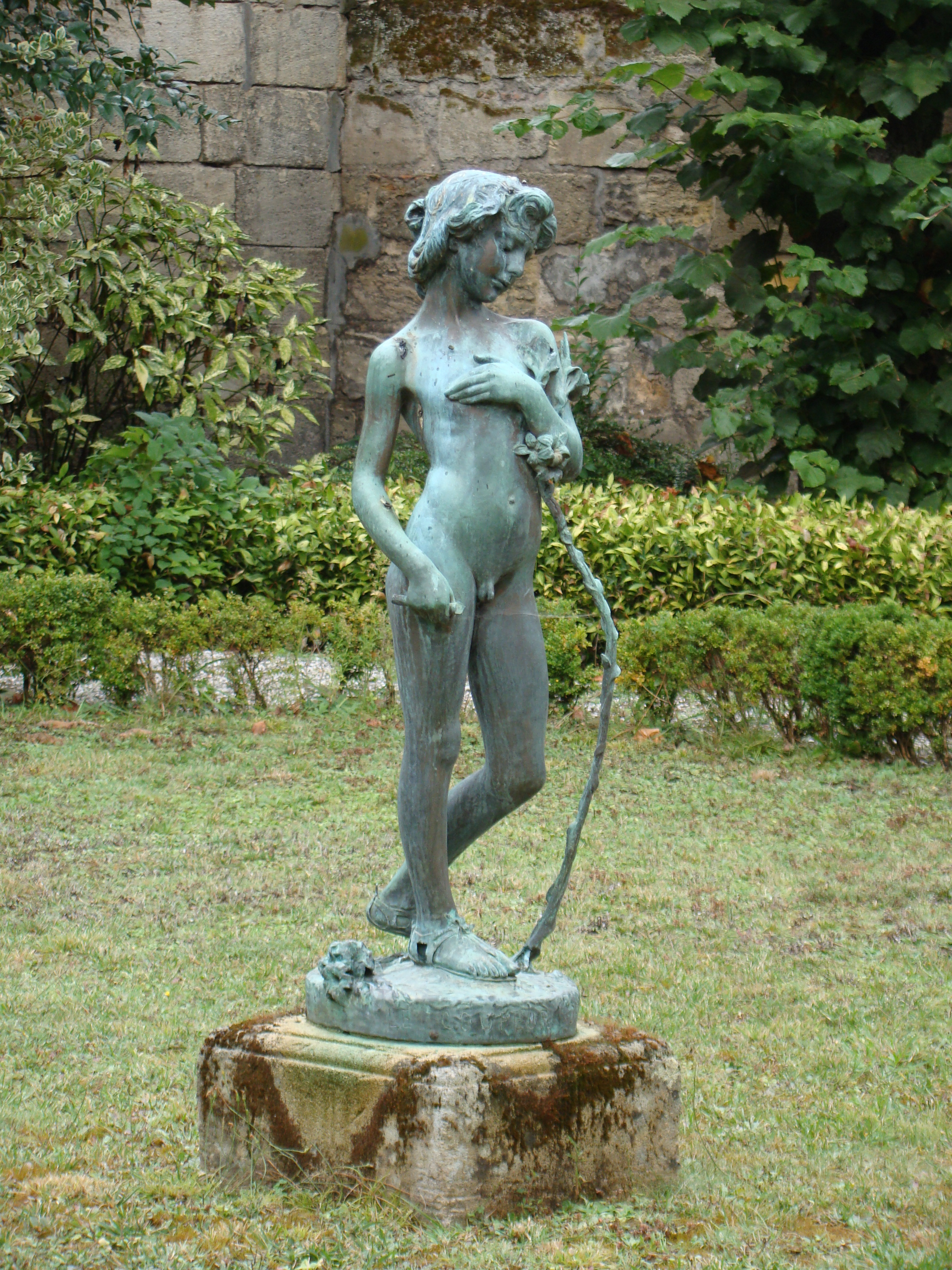
花を摘む娘